# Паоло Сорентино
Па̀оло Сорентѝно (на италиански: Paolo Sorrentino) е италиански режисьор и сценарист. 

## Биография
Роден е на 31 май 1970 година в Неапол. Започва да се занимава с кино от средата на 90-те години, като придобива широка известност с филми като „Последствията на любовта“ („Le conseguenze dell'amore“, 2004), „Il divo“ (2008), „Това трябва да е мястото“ („This Must Be the Place“, 2011), „Младост“ („Youth“, 2015). Филмът му „Великата красота“ („La grande bellezza“, 2013) получава награди „Оскар“, „Златен глобус“ и БАФТА за чуждестранен филм.

## Избрана филмография
| година | филм                     | оригинално заглавие       | бележки |
| ------ | ------------------------ | ------------------------- | ------- |
| 2004   | Последствията на любовта | Le conseguenze dell'amore |         |
| 2008   | Звездата                 | Il divo                   |         |
| 2011   | Това трябва да е мястото | This Must Be the Place    |         |
| 2013   | Великата красота         | La grande bellezza        |         |
| 2015   | Младост                  | Youth                     |         |
| 2016   | Младият Папа             | The Young Pope            |         |
| 2020   | Новият Папа              | The New Pope              |         |